# Detroit Automobile Company
La Detroit Automobile Company (DAC) fue una de las primeras compañías fabricantes de automóviles estadounidenses fundada el 5 de agosto de 1899 en Detroit, Míchigan. Fue la primera empresa de este tipo en Detroit. El mecánico automotriz Henry Ford obtuvo el respaldo financiero de doce inversores; el alcalde de Detroit William C. Maybury, William H. Murphy y otros. Al igual que muchas de las primeras empresas automovilísticas, la compañía enfrentó sin éxito una crisis financiera y se disolvió en enero de 1901. Se fabricaron veinte vehículos y se perdieron USD 86 000 (equivalentes a USD $2.61 millones de 2019) de inversión.

## Historia

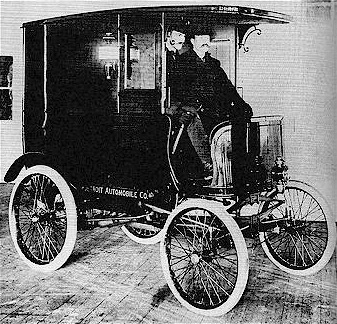
El primer producto de la compañía fue un camión de reparto, completado en enero de 1900.

### Fundación
La compañía fue fundada con un capital desembolsado de $15.000 ($455.490 en 2019). Henry Ford manejó la planta de fabricación en 1343 Cass Avenue y Amsterdam en Detroit; inicialmente sin paga hasta que dejó su trabajo en la Detroit Edison Company, después de lo cual recibió un salario mensual de $150 ($4.555 en 2019). Se negó a poner un automóvil en producción hasta que lo perfeccionó a su satisfacción, enfureciendo a los inversores que rápidamente comenzaron a perder la confianza en la capacidad de Ford para llevar un producto al mercado. El objetivo principal de la compañía era obtener ganancias para sus inversores, que habían visto la planta Oldsmobile, donde se construyó el Curved Dash Oldsmobile, que fue rentable para su propietario Samuel Smith.
El primer producto de la compañía fue un camión de reparto a gasolina diseñado por Ford y completado en enero de 1900. Recibió una cobertura favorable en un periódico local, pero no estuvo exento de defectos; era lento, pesado, poco confiable y complicado de fabricar. Más tarde en la vida, Ford recordó este período como uno que fue impulsado por las ganancias en lugar de la innovación. 
Un catálogo producido por la Detroit Automobile Company en 1900 mostró, con un análisis de costos, que el automóvil era más económico de mantener y operar que un caballo y un vehículo. Poco se sabe sobre los diseños de la compañía.
| Tabla 1. Costos de automóviles de Detroit                          | Tabla 1. Costos de automóviles de Detroit |
| Automóvil                                                          | Automóvil                                 |
| ------------------------------------------------------------------ | ----------------------------------------- |
| Costo original                                                     | $1.000                                    |
| Costo de operación, 1/4 de centavos por milla, a 25 millas por día | $114                                      |
| Nuevas llantas                                                     | $100                                      |
| Refacción                                                          | $50                                       |
| Pintar el vehículo cuatro veces                                    | $100                                      |
| Total                                                              | $1.364                                    |
| Caballo y vehículo                                                 |                                           |
| Costo original, caballo, arnés y vehículo                          | $500                                      |
| Costo de mantener el caballo cinco años                            | $1.200                                    |
| Herraduras del caballo                                             | $180                                      |
| Reparaciones en vehículos, incluyendo neumáticos de goma.          | $150                                      |
| Reparaciones en arnés, $10 por año                                 | $50                                       |
| Pintar el vehículo cuatro veces                                    | $100                                      |
| Total                                                              | $2.180                                    |

### Disolución
La Detroit Automobile Company se reorganizó en la Henry Ford Company el 20 de noviembre de 1901, después de que Ford obtuviera más respaldo de los inversores debido a su éxito en las carreras. Más tarde se convirtió en la Cadillac Company bajo la propiedad de Henry Leland, quien entró después de que Ford se fuera. La ubicación de la fábrica de la Detroit Automobile Company estaba a menos de una milla al sureste de la Piquette Avenue Plant del Sr. Ford, que abrió cuatro años después.